# Зембіце
Зембіце (пол. Ziębice) — місто в південно-західній Польщі. Належить до Зомбковицького повіту Нижньосілезького воєводства.

## Назва
- Зембіце, або Зембиця (пол. Ziębice) — польська назва.
- Мюнстерберг (нім. Münsterberg) — німецька назва.
- Мінстерберк (чеськ. Minstrberk) — чеська назва.

## Населення
Демографічна структура станом на 31 березня 2011 року:
|          | Загалом | Допрацездатний вік | Працездатний вік | Постпрацездатний вік |
| -------- | ------- | ------------------ | ---------------- | -------------------- |
| Чоловіки | 4429    | 756                | 3168             | 505                  |
| Жінки    | 4879    | 719                | 2840             | 1320                 |
| Разом    | 9308    | 1475               | 6008             | 1825                 |